# Ahmet Piriştina
Ahmet Piriştina (geboren am 8. April 1952 in Buca; gestorben am 15. Juni 2004 in Karşıyaka) war ein türkischer Politiker albanischer Abstammung. Er war von 19. April 1999 bis zu seinem Tod am 15. Juni 2004 Oberbürgermeister von Izmir, zuletzt als Mitglied der Republikanischen Volkspartei (CHP).

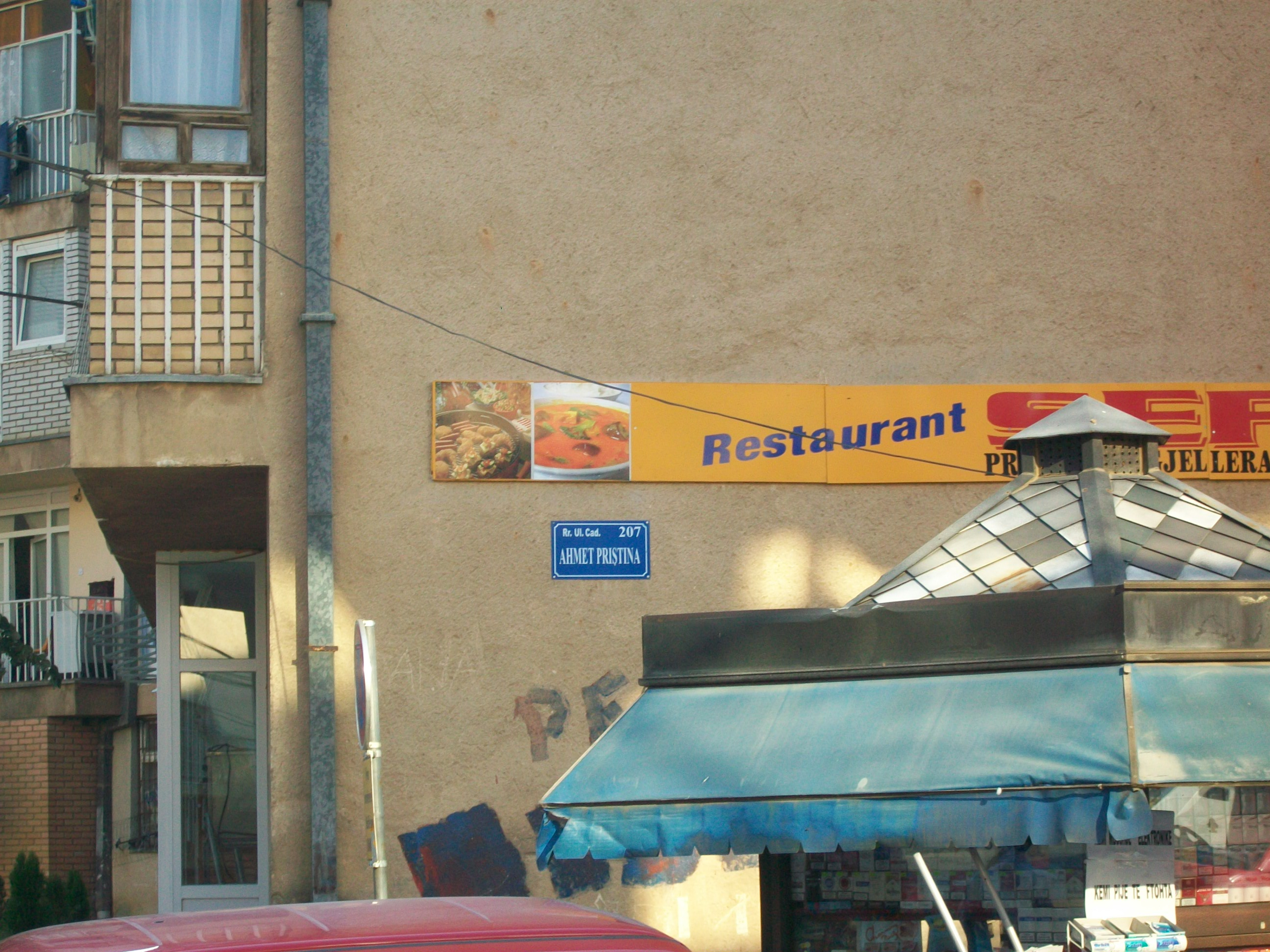
Die ihm zu Ehren benannte Ahmet-Priştina-Straße in Prizren

## Leben
Ahmet Piriştinas Eltern kamen nach dem Zweiten Weltkrieg aus dem Kosovo in die Türkei. Piriştina besuchte die Grundschule in Buca, die Mittelschule in der Privatschule Saint-Joseph und das Gymnasium im Atatürk-Gymnasium sowie im „Türkay Koleji“.
Bei den Parlamentswahlen 1991 kandidierte Piriştina (erfolglos) für die Demokratische Linkspartei (DSP). Bei den türkischen Kommunalwahlen 1994 wurde er ins Stadtparlament der Großstadtgemeinde Izmir gewählt und war dort Sprecher seiner Partei. Schließlich wurde Piriştina bei den Parlamentswahlen 1995 Abgeordneter in der Großen Türkischen Nationalversammlung. Bei den Kommunalwahlen 1999 wurde er zum Oberbürgermeister von Izmir gewählt. Er trat der Republikanischen Volkspartei bei und wurde bei den Kommunalwahlen 2004 in seinem Amt bestätigt. Als Bürgermeister verwirklichte er mehrere Projekte im Infrastruktur- und Kulturbereich, darunter das Große Kanal-Projekt (Büyük Kanal Projesi). Auch die Metro Izmir entstand unter seiner Ägide.
Nur kurz nach Beginn seiner zweiten Amtsperiode starb Piriştina aufgrund eines Herzinfarktes. Er wurde in seinem Haus in Karşıyaka tot aufgefunden. Nach Ahmet Piriştina sind das Stadtarchiv und -museum in Izmir benannt.

## Privates
Ahmet Piriştina sprach neben Türkisch auch Französisch und heiratete 1976 Mine Piriştina. Aus dieser Ehe gingen sein Sohn Levent und seine Tochter Zeynep hervor.